# Alpine Northeast
Alpine Northeast è un census-designated place degli Stati Uniti d'America, situato nella Contea di Lincoln nello stato del Wyoming. Nel censimento del 2000 la popolazione era di 82 abitanti.

## Geografia fisica
Secondo i rilevamenti dell'United States Census Bureau, la località di Alpine Northeast si estende su una superficie di 13,1 km², tutti occupati da terre.

## Popolazione
Secondo il censimento del 2000, a Alpine Northeast vivevano 82 persone, ed erano presenti 23 gruppi familiari. La densità di popolazione era di 6,3 ab./km². Nel territorio comunale si trovavano 57 unità edificate. Per quanto riguarda la composizione etnica degli abitanti, il 90,24% era bianco, il 2,44% era nativo, l'1,22% proveniva dall'Asia e il 6,10% apparteneva a due o più razze.
Per quanto riguarda la suddivisione della popolazione in fasce d'età, il 14,6% era al di sotto dei 18, il 3,7% fra i 18 e i 24, il 35,4% fra i 25 e i 44, il 37,8% fra i 45 e i 64, mentre infine l'8,5% era al di sopra dei 65 anni di età. L'età media della popolazione era di 42 anni. Per ogni 100 donne residenti vivevano 86,4 uomini.